# 川本真琴 "恋してる"ツアー 1998
『川本真琴 "恋してる"ツアー 1998』（かわもとまこと　こいしてる　ツアー　1998）は、1998年5月から1998年7月に開催された川本真琴のコンサートツアー。

## 概要
『川本真琴 "恋してる"ツアー 1998』は1998年4月、4thシングル「桜」をリリースした後に行われたコンサートツアーである。
川本真琴の人気絶頂期に行われたツアーであり、全25公演が２ヶ月弱の間に行われた。
このツアーの後、体調を崩し半ば活動休止状態となった。

## 日程
| 公演日  | 都市             | 会場                           | 備考                |
| ------- | ---------------- | ------------------------------ | ------------------- |
| 5月14日 | 埼玉県戸田市     | 戸田市文化会館                 |                     |
| 5月17日 | 京都市           | 京都会館第二ホール             |                     |
| 5月18日 | 神戸市           | チキンジョージ                 |                     |
| 5月21日 | 横浜市           | 関内ホール                     |                     |
| 5月22日 | 埼玉県越谷市     | サンシティホール               |                     |
| 5月27日 | 新潟県新潟市     | 新潟テルサ                     |                     |
| 5月29日 | 石川県金沢市     | 石川厚生年金会館               |                     |
| 5月30日 | 福井県福井市     | 福井フェニックスプラザ         |                     |
| 6月2日  | 熊本県熊本市     | 熊本県立劇場演劇ホール         |                     |
| 6月3日  | 福岡市           | 福岡市民会館                   |                     |
| 6月5日  | 鹿児島県鹿児島市 | 鹿児島市民文化ホール第二ホール |                     |
| 6月8日  | 広島市           | 広島アステールプラザ大ホール   |                     |
| 6月9日  | 岡山県岡山市     | 岡山市立市民文化ホール         |                     |
| 6月11日 | 香川県高松市     | 香川県県民ホールアクトホール   |                     |
| 6月14日 | 東京都渋谷区     | 渋谷公会堂                     |                     |
| 6月15日 | 東京都渋谷区     | 渋谷公会堂                     |                     |
| 6月19日 | 仙台市           | 宮城県民会館                   |                     |
| 6月20日 | 岩手県盛岡市     | 盛岡市民文化ホール             |                     |
| 6月25日 | 名古屋市         | 愛知勤労会館                   |                     |
| 6月28日 | 長野県長野市     | 長野県民文化会館（中）         |                     |
| 6月30日 | 大阪市           | フェスティバルホール           |                     |
| 7月1日  | 大阪市           | フェスティバルホール           |                     |
| 7月4日  | 札幌市           | Zepp Sapporo                   | Viewsicによる生中継 |
| 7月8日  | 東京都港区       | 赤坂BLITZ                      | 追加公演            |
| 7月9日  | 東京都港区       | 赤坂BLITZ                      | 追加公演            |

## 映像作品
多くの公演を行ったツアーだが、これまでにオフィシャル作品としてリリースされてはいない。